# Adelmo Capelli
Adelmo Capelli (Roma, 23 aprile 1937 – Ascoli Piceno, 5 maggio 1999) è stato un allenatore di calcio e calciatore italiano, di ruolo centrocampista o difensore.

## Caratteristiche tecniche

### Giocatore
Giocava preferenzialmente come mediano, con buone doti sia in fase di interdizione sia nella costruzione del gioco; in diversi periodi all'Ascoli giocò anche come terzino sinistro, mentre nella stagione 1965-1966 giocò come vero e proprio regista di centrocampo.

### Allenatore
Fu innovativo rispetto all'epoca in cui allenò, dal momento che fu uno dei primi allenatori in Italia a giocare con una difesa completamente a zona.

## Carriera

### Giocatore
Tra la fine degli anni '50 e l'inizio degli anni '60 ha giocato per otto stagioni consecutive in Serie C con la maglia dell'Ascoli, segnando complessivamente 12 gol (8 dei quali nella stagione 1965-1966) in 228 presenze con la maglia bianconera; il 14 febbraio 1965 a San Benedetto del Tronto giocò una parte della partita in porta, subendo 2 gol, a causa dell'infortunio occorso in seguito ad uno scontro fortuito tra l'attaccante della Sambenedettese Alfiero Caposciutti e il portiere bianconero Roberto Strulli, che alcune ore più tardi sarebbe morto a causa dell'incidente. Nella stagione 1969-1970 è stato giocatore ed allenatore della Civitanovese, in Serie D. Successivamente ha vinto un campionato di Serie D con la maglia del Giulianova nella stagione 1970-1971, nella quale ricopriva il doppio ruolo di giocatore ed allenatore; nella stessa stagione mise a segno un gol nello scontro diretto vinto per 2-1 contro il Bellaria, decisivo ai fini della vittoria del campionato.

### Allenatore
Dopo la vittoria della Serie D con il Giulianova, abbandonò definitivamente il campo rimanendo nella società giallorossa con il solo ruolo di allenatore, che mantenne per tutta la stagione 1971-1972, disputata nel campionato di Serie C. L'anno seguente ha allenato la Maceratese. Nella stagione 1974-1975 alla settima giornata di campionato sostituì Leo Zavatti sulla panchina del Chieti, in Serie C; venne riconfermato alla guida della squadra neroverde anche per la stagione successiva, venendo però esonerato dopo la quarta giornata del girone d'andata in favore di Cristoforo Pinti. Tornò alla guida del Giulianova nella stagione 1977-1978, nella quale subentrò in panchina a stagione in corso a Sergio Manente, chiudendo il campionato al 14º posto in classifica, con la squadra che retrocedette pertanto nel nascente campionato di Serie C2. L'anno seguente ha allenato il Catania, nel campionato di Serie C1, chiuso al 3º posto in classifica.
Ha allenato per le prime 14 partite di campionato il Taranto nella stagione 1979-1980, in Serie B; l'anno successivo allenò il Brindisi nel campionato di Serie C2.
Allenò poi il Trento in due diversi periodi: nella stagione 1982-1983, nella quale subentrò in panchina a Stevanato dopo poche giornate di campionato (chiusa con un 8º posto in classifica in Serie C1) e nella Serie C1, chiusa con l'ultimo posto in classifica e la conseguente retrocessione in Serie C2.
Nella stagione 1987-1988 viene ingaggiato dall'Alessandria, società militante in Serie C2, che lo sostituisce a campionato in corso con Dino Ballacci.
Nella stagione 1988-1989 ha allenato il Sassuolo in Serie C2, ottenendo un 5º posto in classifica; è stato riconfermato sulla panchina degli emiliani anche per la stagione 1989-1990, sempre in quarta serie, nella quale è stato esonerato a campionato in corso e sostituito da Raffaello Vernacchia

## Palmarès

### Giocatore

#### Competizioni nazionali
- Serie D: 1

Giulianova: 1970-1971

### Allenatore

#### Competizioni nazionali
- Serie D: 1

Giulianova: 1970-1971